# Neoleptoneta rainesi
Espèce
Synonymes
- Leptoneta rainesi Gertsch, 1971

Neoleptoneta rainesi est une espèce d'araignées aranéomorphes de la famille des Leptonetidae.

## Distribution
Cette espèce est endémique du Tamaulipas au Mexique. Elle se rencontre dans les grottes Cueva del Pachón à Antiguo Morelos, Cueva Bonita à Ciudad Victoria et Cueva de Los Vampiros à El Mante,.

## Description
Le mâle holotype mesure 1,6 mm et la femelle paratype 1,6 mm.

## Étymologie
Cette espèce est nommée en l'honneur de Terry Raines.

## Publication originale
- Gertsch, 1971 : A report on some Mexican cave spiders. Association of Mexican Cave Studies Bulletin, vol. 4, p. 47-111 (texte intégral).